# LVI Legislatura del Congreso del Estado de Sonora
La LVI Legislatura del Congreso del Estado de Sonora, comprende del período de 2000 al 2003.

## Número de Diputados por partido político
| Partido | Partido                              | Diputados Mayoría relativa | Diputados Rep. Proporcional | Total |
| ------- | ------------------------------------ | -------------------------- | --------------------------- | ----- |
|         | Partido Revolucionario Institucional | 11                         | 5                           | 16    |
|         | Partido Acción Nacional              | 8                          | 5                           | 13    |
|         | Partido de la Revolución Democrática | 2                          | 2                           | 4     |
| Total   | Total                                | 21                         | 12                          | 33    |

## Diputados por distrito uninominal (mayoría relativa)
| Propietario                        | Suplente                               | Distrito/Cabecera       | Partido                              | Partido |
| ---------------------------------- | -------------------------------------- | ----------------------- | ------------------------------------ | ------- |
| Mario Alberto Guevara Rodríguez    | Crescencio Isais Lizárraga             | I San Luis Río Colorado | Partido Acción Nacional              |         |
| Alfredo López Aceves               | Enríque Montes Castañeda               | II Puerto Peñasco       | Partido Revolucionario Institucional |         |
| Héctor Cáñez Ríos                  | Rubén Enciso Peinado                   | III Altar               | Partido Acción Nacional              |         |
| Marco Arturo Moreno Ward           | Juan Enríque Garcés Mosqueira          | IV Nogales              | Partido Revolucionario Institucional |         |
| Vicente Terán Uribe                | Eleazar Efrain Martínez Ramírez        | V Agua Prieta           | Partido Revolucionario Institucional |         |
| Enríque Torrez Delgado             | Karla Fernanda Ochoa Osuna             | VI Magdalena            | Partido Revolucionario Institucional |         |
| Francisco García Gámez             | Juan Antonio Lafuente López            | VII Cananea             | Partido Acción Nacional              |         |
| María Lourdes Cruz Ochoa           | Roy Henry Miller Valencia              | VIII Arizpe             | Partido Revolucionario Institucional |         |
| Lioncio Durazo Durazo              | Héctor Ruiz Durazo                     | IX Moctezuma            | Partido Revolucionario Institucional |         |
| Ricardo Rivera Galindo             | Gloria Elena Peña Hurtado              | X Sahuaripa             | Partido Revolucionario Institucional |         |
| Marco Antonio Coronado Acuña       | Alma Celina Zavala Puebla              | XI Ures                 | Partido Revolucionario Institucional |         |
| Manuel Corral Gutiérrez            | Raúl Madrid Jaime                      | XII Hermosillo Noroeste | Partido Acción Nacional              |         |
| Gustavo Adolfo De Unanue Aguirre   | Gildardo Ramírez Real                  | XIII Hermosillo Costa   | Partido Acción Nacional              |         |
| Homero Ríos Murrieta               | Irma Urtiz Gudiño                      | XIV Hermosillo Noreste  | Partido Acción Nacional              |         |
| Jesús Ávila Godoy                  | María Guadalupe Miranda Rodríguez      | XV Guaymas              | Partido Revolucionario Institucional |         |
| Francisco Contreras Vergara        | Leonarda Ramos Herreras                | XVI Cd. Obregón Norte   | Partido de la Revolución Democrática |         |
| Raúl Acosta Tapia                  | Jorge Miguel Armenta Avalos            | XVII Cd. Obregón Centro | Partido de la Revolución Democrática |         |
| José René Noriega Gómez            | Valente Valenzuela García              | XVIII Cd. Obregón Sur   | Partido de la Revolución Democrática |         |
| Gustavo Ildefonso Mendívil Amparán | Guadalupe Eugenia Villaseñor Castrejón | XIX Navojoa             | Partido de la Revolución Democrática |         |
| Antonio Leyva Duarte               | José Fernando Otero Aguilera           | XX Etchojoa             | Partido de la Revolución Democrática |         |
| José Lamberto Díaz Nieblas         | Dalia Esthela Valenzuela Barreras      | XXI Huatabampo          | Partido de la Revolución Democrática |         |

## Diputados por representación proporcional (plurinominales)
| Propietario                      | Suplente                            | Partido                              | Partido |
| -------------------------------- | ----------------------------------- | ------------------------------------ | ------- |
| Jesús Enríquez Burgos            | Enciso Ulloa Larrondo Albaro Miguel | Partido Revolucionario Institucional |         |
| Mario Barceló Abril              | Imelda González Zavala              | Partido Revolucionario Institucional |         |
| Jesús Rosario Rodríguez Quiñonez | Martha Ivonne Mares Muñoz           | Partido Revolucionario Institucional |         |
| Daniel Hidalgo Hurtado           | Martha Straffon Manzano             | Partido Revolucionario Institucional |         |
| Onésimo Aguilera Burrola         | Julio Manuel Casanova Kim           | Partido Revolucionario Institucional |         |
| Hildelisa González Morales       | René Ramírez Vázquez                | Partido de la Revolución Democrática |         |
| Heleodoro Pacheco Vásquez        | Teodoro Cervando Flores Casteló     | Partido de la Revolución Democrática |         |
| J. Irene Álvarez Ramos           | Leobardo Miranda García             | Partido de la Revolución Democrática |         |
| María Viola Corella Manzanilla   | Mirza María Hurtado Monreal         | Partido Acción Nacional              |         |
| Ernesto Munro Palacio            | Alberto García Ochoa                | Partido Acción Nacional              |         |
| Francisco Alberto Velasco Núñez  | José Eugenio Gómez Rodríguez        | Partido Acción Nacional              |         |
| María Dolores Del Río Sánchez    | Luis Inés Cázares Villa             | Partido Acción Nacional              |         |